# Scandinavian Leather
Scandinavian Leather è un album del gruppo musicale norvegese Turbonegro del 2003.

## Tracce
1. The Blizzard Of Flames – 1:57
2. Wipe It 'Til It Bleeds – 3:43
3. Gimme Some – 3:11
4. Turbonegro Must Be Destroyed – 3:10
5. Sell Your Body (To The Night) – 4:29
6. Remain Untamed – 4:16
7. Train Of Flesh – 3:46 (contiene il preludio di Fuck The World (F.T.W.))
8. Fuck The World (F.T.W.) – 4:12
9. Locked Down – 3:21
10. I Want Everything – 2:51
11. Drenched In Blood (D.I.B.) – 3:58 (contiene il preludio di Le Saboteur)
12. Le Saboteur – 2:56
13. Ride With Us – 4:34